# Ercole su’l Termodonte
Ercole su’l Termodonte (auch Ercole sul Termodonte; deutsch: „Herakles auf dem Thermodon“; RV 710) ist ein Opera-seria-Pasticcio (Originalbezeichnung: „Dramma per musica“) in drei Akten von Antonio Vivaldi (Musik) auf ein bereits existierendes Libretto von Antonio Salvi (1718) nach Giacomo Francesco Bussani (1678). Es wurde am 23.(?) Januar 1723 im Teatro Capranica in Rom uraufgeführt. Nur das Libretto und die Musik der meisten Arien sind erhalten.

## Handlung

### „Argomento“
Das gedruckte Libretto von 1723 enthält die folgende Einleitung:

“Euristeo, re di Micene, istigato da Giunone invidiosa delle glorie d’Ercole, comandò al medesimo, che in sconto de dodici talenti, de’ quali gli era debitore, gli portasse per trofeo l’Armi d’Antiope, allora Regina delle Amazoni, credendola un’impresa impossibile. Conosciutasi dalla Grecia l’indiscretezza d’Euristeo, tutta la più scelta Nobiltà, con Teseo, e Telamone, volle accompagnare Ercole a tal’impresa. Andò Ercole con nove Navi in Cappadocia, e sorprese all’improviso le Amazoni, gli riuscì far sue prigioniere Ippolita, e Menalippe, Sorelle della Regina, e insieme con Orizia, altra loro Sorella compagna nel Regno. D’Ippolita invaghitosi Teseo, l’ottenne in Moglie, da cui nacque Ippolito, e Menalippe fù riscattata da Antiope con dare in prezzo del riscatto le proprie armi ad Ercole: così Giustino nel libro 2.
 A Menalippe si è mutato il nome in Martesia per darle miglior suono, e si è finta figliuola e non Sorella di Antiope”

„Euristeo, der König von Mykene, der von der auf den Ruhm des Ercole neidischen Juno angestiftet wurde, befahl demselben, ihm für die zwölf Talente, die er ihm schuldete, als Trophäe die Waffen der Antiope zu bringen, der damaligen Königin der Amazonen, im Glauben, dies sei ein unmögliches Unterfangen. Aufgrund der in Griechenland bekannten Indiskretion des Euristeo wollte der ganze erwählteste Adel einschließlich Teseo und Telamone Ercole bei diesem Unternehmen begleiten. Ercole ging mit neun Schiffen nach Kappadokien und überraschte die Amazonen plötzlich, wobei es ihm gelang, Ippolita und Menalippe, die Schwestern der Königin, und Orizia, ihre andere Schwester und Mitregentin, gefangen zu nehmen. Der in Ippolita verliebte Teseo nahm sie zur Frau, von der Ippolito geboren wurde, und Menalippe wurde von Antiope freigekauft, indem sie Herakles ihre eigenen Waffen als Lösegeld gab: So Giustino im zweiten Buch.
 Der Name Menalippe wurde des besseren Klanges wegen in Martesia geändert, und sie gilt hier als Tochter und nicht Schwester der Antiope.“

### Kurzfassung
Erster Akt. Die Amazonenkönigin Antiope unternimmt mit ihrer Schwester Ippolita und ihrer Tochter Martesia einen Jagdausflug im Wald. Die griechischen Schiffe mit Ercole, Alceste, Teseo und Telamone landen an, und die Griechen umstellen den Wald. Teseo rettet Ippolita vor einem Bären und verliebt sich in sie. Die Amazonen bereiten sich auf den Kampf vor. Besonders eifrig zeigt sich Antiopes Schwester Orizia. Sie will den Griechen den Rückzug verwehren, indem sie ihre Schiffe in Brand steckt. Als Antiope erfährt, dass Martesia von den Griechen gefangen genommen wurde, schwört sie Rache. Alceste und Telamone streiten um Martesia, die sie beide begehren. Ercole verspricht sie demjenigen, der sich im Kampf als würdiger erweist. Martesia selbst bevorzugt Alceste. Es kommt zur Schlacht zwischen Griechen und Amazonen.
Zweiter Akt. Den ersten Kampf haben die Amazonen gewonnen. Sie konnten mehrere Griechen, darunter Teseo, gefangen nehmen und feiern Orizias Triumph. Da Martesia noch immer in der Gewalt der Griechen ist, will Antiope Teseo hinrichten lassen. Ippolita lässt ihm jedoch die Fesseln lösen und gesteht ihm ihre Liebe. Ercole befiehlt Telamone, Teseo zu retten. Der schlägt einen Gefangenenaustausch – Martesia gegen Teseo – vor. Alceste will dies nicht zulassen. Er präsentiert Ercole die von ihm gefangene Orizia und fordert Martesia als Belohnung. Ercole übergibt Orizia vorerst der Aufsicht Telamones. Der wiederum lässt sie eigenmächtig unter dem Versprechen frei, dass sie bei Antiope Teseos Freiheit erwirkt. Alceste und Telamone werben um Martesia. Antiope will Teseo im Diana-Tempel der Göttin opfern, doch Ippolita verteidigt ihn mit ihrem Schwert, und auch Orizia erklärt, dass sie den Griechen seine Freiheit versprochen habe.
Dritter Akt. In der von den Griechen verwüsteten Stadt Themiskyra will Ercole den vermeintlichen Verräter Telamone strafen. Seine Unschuld wird durch Teseos Rückkehr bewiesen. Teseo erzählt Ercole von Ippolitas Einschreiten im Tempel. Der ist nun bereit, auf weitere Gewalt gegen die Amazonen zu verzichten, sofern Antiope ihm ihre Waffen aushändigt. Martesia erkennt, dass sie Alceste trotz seiner Handlungen gegen ihr Volk liebt. Ippolita versucht vergeblich, Antiope zum Einlenken zu bewegen. Die würde lieber sterben, als ihre Waffen abzugeben. Auch Orizia bevorzugt einen Kampf bis in den Tod. Telamone verlangt Ippolitas Kapitulation. Sie ergibt sich stattdessen Teseo, der sie sofort wieder freilässt. Alceste schickt Martesia zu ihrer Mutter. Sie soll sich ebenfalls bei Antiope für die Aushändigung der Waffen einsetzen. Antiope zieht sich in den Tempel zurück. Sie will sich selbst töten und weiht ihre Waffen der Göttin Diana. Martesia kann sie vom Selbstmord abhalten, indem sie ihr versichert, dass Ercole sie keinesfalls entehren wolle. Dennoch widersetzen sich Antiope und Orizia ihm weiterhin. Orizia nimmt Antiopes Schwert an sich, da ihr eigenes zerbrochen ist. Erst als Ercole auf Drängen Teseos und Ippolitas auf seine Eroberungen verzichtet, gibt sie ihm die Waffen. Die Göttin Diana erscheint und fordert Antiope auf, ebenfalls nachzugeben, damit Ippolita und Teseo sowie Martesia und Alceste miteinander glücklich werden können.

### Erster Akt
Dichter Wald am Fluss Thermodon
Szene 1. Antiope, ihre Schwester Ippolita, ihre Tochter Martesia und weitere Amazonen begeben sich zu Ehren der Göttin Diana auf die Jagd (Chor: „Oh figlia di Giove“ – Arie Antiope: „Dea di delo che nel cielo“ – Duett Antiope/Martesia: „Sereno il cielo d’ogni stelo“).
Szene 2. Antiope erklärt Martesia, dass sie noch zu jung und unerfahren sei, um am Kampf gegen die Männer teilzunehmen. Sie weist darauf hin, dass Männer besonders gefährlich seien, wenn sie lächeln (Arie Antiope: „Con aspetto lusinghiero“).
Szene 3. Martesia ist sich sicher, dass sie mit den heimtückischen Schmeicheleien der Männer umgehen kann (Arie Martesia: „Certo piacer ch’ò in petto“).
Szene 4. Unter Trompetenklängen treffen die griechischen Schiffe ein. Alceste, Teseo, Ercole und weitere Soldaten gehen an Land. Ercole informiert seine Begleiter über die grausamen Sitten der Amazonen allen Männern gegenüber und warnt sie vor etwaigen Liebesgefühlen. Telamone berichtet, dass sich Königin Antiope mit einer Gruppe jagender Amazonen in den Wäldern befinde. Ercole befiehlt, den Wald zu umstellen. Er will sich persönlich um Antiope kümmern (Arie Ercole: „Vedrà l’empia vedrà che qual soglio“). Alceste folgt ihm. Er glaubt, eine Kriegerin könne niemals sein Herz erobern (Arie Alceste: „Quella beltà sol degn’è d’amor“).
Szene 5. Teseo setzt sich von seinen Gefährten ab. Für ihn ist die Liebe keineswegs unehrenhaft, sondern dient als Ansporn für Heldentaten. Da bemerkt er die von einem Bären verfolgte Ippolita und rettet sie. Er erzählt ihr von Ercoles Auftrag. Obwohl beide bereits zärtliche Gefühle füreinander entwickelt haben, macht sich Ippolita auf den Weg, um Antiope zu warnen (Arie Ippolita: „Un certo non sò che“).
Szene 6. Teseo denkt über seine Gefühle nach (Arie Teseo: „Occhio [che] il sol rimira“).
Königliches Gemach neben dem Waffenlager mit einem Schminktisch.
Szene 7. Orizia blickt voller Verachtung auf die Utensilien auf dem Tisch. Selbst in Friedenszeiten hat sie mehr Freude an Waffen als an Schmuck.
Szene 8. Antiope ruft ihre Schwester zum Kampf gegen die Griechen auf – für diese die lang ersehnte Gelegenheit, Ruhm zu erlangen. Orizia macht sich auf den Weg zum Fluss, um die griechischen Schiffe zu vernichten und den Feinden den Rückzug zu verwehren (Arie Orizia: „A un cor generoso“).
Szene 9. Ippolita berichtet Antiope, dass Martesia an der Brücke über den Thermodon von den Feinden gefangen genommen wurde. Antiope schwört blutige Rache.
Szene 10. Ippolita hingegen würde gerne mit Martesia tauschen, wenn sie so Teseo wiedersehen könnte (Arie Ippolita: „Non sarìa pena la mia“).
Ländliche Gegend mit einer prächtigen Brücke über den Thermodon; in der Ferne die griechischen Schiffe, die dann in Flammen aufgehen
Szene 11. Alceste und Telamone geraten in Streit über den Besitz Martesias. Diese erschreckt, als ihnen alle beide ihre Liebe erklären. Ercole verspricht sie demjenigen von ihnen, der die größte Ruhmestat vollbringe. Martesia hofft, dass es Alceste sein wird, schenkt aber auch Telamone ein Lächeln (Arie Martesia: „Ma un sguardo un vezzo un riso“).
Szene 12. Alceste fühlt seinen Mut durch dieses Ziel gestärkt (Arie Alceste: „Sento con qual diletto“).
Szene 13. Das Gleiche gilt für Telamone (Arie Telamone: „Lascia di sospirar“).
Szene 14. Teseo weist die anderen auf die von den Amazonen in Brand gesteckten Schiffe hin. Ercole ruft sofort zu den Waffen. Von der Brücke aus verspottet Orizia die Griechen. Die Schlacht beginnt.

### Zweiter Akt
[Säulengänge, die zum königlichen Park führen]
Szene 1. Ippolita sehnt sich nach ihrem Geliebten Teseo (Arie Ippolita: „Onde chiare che susurrate“). Antiope berichtet ihr vom Sieg Orizias. Martesia konnte allerdings noch nicht befreit werden. Daher will sich Antiope unter den Gefangenen ein Opfer für ihre Rache auswählen (Arie Antiope: „Bel piacer che la vendetta“). Ippolita hofft, dass es nicht Teseo sein wird (Arie Ippolita: „Da due venti un mar turbato“).
Platz vor dem königlichen Palast
Szene 2. Orizia fährt auf einem Triumphwagen auf den Platz ein. Ihr voran schreiten die griechischen Gefangenen, darunter Teseo. Antiope und Ippolita kommen zu ihrer Begrüßung aus dem Palast, und alle feiern Orizias Erfolg (Chor: „Viva Orizia, viva, viva“). Ippolita bittet Orizia, ihr Teseo als Anteil an der Beute zu überlassen. Damit greift sie Antiope vor, die denselben Wunsch hatte. Orizia ist die Beute gleichgültig. Ihr geht es nur um den Ruhm (Arie Orizia: „Torno al Campo, e se il Cielo mi arride“).
Szene 3. Ippolita widersetzt sich Königin Antiope, die Teseo hinrichten lassen will (Arie Antiope: „Pur ch’appaghi un giusto sdegno“).
Szene 4. Ippolita lässt Teseo die Fesseln lösen. Teseo liegt jedoch nichts an der angebotenen Freiheit. Er hat sich freiwillig gefangen nehmen lassen, um Ippolita wiederzusehen. Sie gesteht ihm ihre Liebe (Arie Ippolita: „Si bel volto che v’adoro“). Teseo genießt diese Worte (Arie Teseo: „Se ingrata sera“).
Zelte des griechischen Lagers vor der Stadt
Szene 5. Ercole ist aufgebracht über die Gefangennahme seines Freundes Teseo. Er fordert Telamone auf, ihn zurückzubringen. Telamone schlägt vor, die Freiheit Martesias gegen diejenige Teseos einzutauschen. Damit ist Alceste nicht einverstanden. Er hat inzwischen Orizia in seine Gewalt gebracht und verlangt Martesia als Lohn.
Szene 6. Es kommt zu einem kurzen Wortgefecht zwischen Ercole und der gefangenen Orizia, bevor Ercole sie der Aufsicht Telamones übergibt.
Szene 7. Telamone verspricht Orizia eigenmächtig die Freiheit, sofern sie im Gegenzug Teseo freilässt. Orizia ist einverstanden (Arie Orizia: „Se libertà mi rendi“). Telamone sieht diese Aktion auch als Mittel, seinem Rivalen Alceste eine Lehre zu erteilen und selbst den Lohn für dessen Erfolg einzustreichen (Arie Telamone: „Tender lacci egli pretese“ bzw. „Alle rive del nero Acheronte“).
Szene 8. Ercole übergibt Martesia an Alceste und erklärt ihr die Bedeutung der Ehe, die sie nun mit ihm eingehen müsse (Arie Ercole: „No non dirai cosi“).
Szene 9. Alceste versichert Martesia, dass die Ehe nicht bedeute, dass sie seine Sklavin sei. Martesia scheint nicht abgeneigt. Dennoch ist sich Alceste ihrer Treue noch nicht sicher (Arie Alceste: „Io sembro apunto“).
Szene 10. Auch Telamone umwirbt Martesia. Sie sagt ihm aber direkt, dass ihr Alceste besser gefalle (Arie Martesia: „Ei nel volto ha un non sò che“).
Runder Tempel der Diana mit einem Abbild derselben in der Mitte; Dreifuß mit Feuer und Licht zum Gebrauch der Fackeln
Szene 11. Teseo wird von den Amazonen-Priesterinnen und Tempeldienerinnen hereingeführt, die Urnen, Duftstoffe, Augenbinden, Messer, Doppeläxte und Opferbecken bringen. Eine von ihnen trägt eine Krone aus Ysop, eine andere eine aus Zypressenblättern. Anschließend tritt Antiope mit ihren Wachen ein. Sie will ihren Eid einlösen und Teseo der Göttin opfern. Teseo erinnert sie daran, dass er selbst Ippolita vor dem Bären gerettet habe. Dennoch fühlt sich Antiope an ihren Schwur gebunden. Sie lässt ihm die Augen verbinden und die Zypressenkrone aufsetzen. Sie selbst erhält die Ysopkrone.
Szene 12. Plötzlich erscheint Ippolita mit gezogenem Schwert. Sie vertreibt die anderen Amazonen und erklärt ihrer Schwester, dass sie mit Teseo auch Martesia und Orizia retten werde. Die von Telamone freigelassene Orizia folgt und bestätigt seine Freiheit.
Szene 13. Teseo ist nicht wirklich glücklich über seine Freilassung, da er nun auf den Anblick Ippolitas verzichten muss (Arie Teseo: „Scorre il fiume mormorando“).

### Dritter Akt
Die von den Griechen mit Kriegsmaschinen verwüsteten Vororte von Themiskyra
Szene 1. Telamone fürchtet Ercoles Zorn, da Teseo trotz Orizias Versprechen nicht zu seinen Leuten zurückgekehrt ist. Tatsächlich sieht Ercole in ihm einen Verräter. Er will seine Erklärungen gar nicht erst anhören, sondern ihn sofort seiner Strafe zuführen.
Szene 2. Glücklicherweise kehrt Teseo jetzt doch zurück und erklärt Ercole, dass er seine Freiheit Telamone zu verdanken habe. Telamones Treue ist somit erwiesen (Arie Telamone: „Se provasti la mia fede“).
Szene 3. Teseo erzählt Ercole von Ippolitas Liebe und ihrem Eingreifen im Tempel. Ercole ist beeindruckt von ihrem Großmut und will die Kämpfe beenden, sofern Antiope ihm die von Euristeo geforderten Waffen gibt (Arie Ercole: „Non fia della vittoria“). Auch Teseo ist bereit, Ippolita zuliebe auf eine Rache an Antiope zu verzichten (Arie Teseo: „Qual dispersa tortorella“).
Szene 4. Martesia versteht nicht, warum sich Alceste trotz seiner Liebe für sie an der Verwüstung der Stadt beteiligt. Er versichert ihr, dass er ihr dadurch würdiger werde (Arie Alceste: „Sol perche t’amo“). Martesia gesteht sich ein, dass sie Alceste nicht hassen kann (Arie Martesia: „Se ben sente arder le piume“).
Königliches Atrium in der Nähe des Gartens mit einem Abbild der Diana
Szene 5. Ippolita versucht, Antiope zu überreden, Ercole ihre Waffen auszuliefern. Nur so könne sie ihre Heimat, ihren Ruhm und ihren Thron retten. Antiope würde jedoch lieber sterben, als kampflos aufzugeben.
Szene 6. Orizia berichtet, dass die Stadt kurz davor steht, sich den Griechen zu ergeben. Sie fordert ihre Schwestern auf, bis in den Tod zu kämpfen (Arie Orizia: „Caderò, mà sopra il vinto“).
Szene 7. Telamone dringt mit seinen Kriegern in den Palast ein und verlangt Ippolitas Kapitulation. Teseo jedoch verspricht ihr seinen Schutz, und sie überreicht ihm ihr Schwert. Nachdem Telamone zufrieden abgezogen ist, gibt Teseo ihr das Schwert zurück und bittet sie um Vergebung. Außerdem verspricht er ihr, sich bei Ercole für Antiope einzusetzen. Antiope müsse diesem aber ihre Waffen überlassen (Arie Ippolita: „Amato ben tu sei la mia speranza“ – Arie Teseo: „Ti sento si ti sento“).
Szene 8. Martesia wurde von ihren Wachen in die eroberte Stadt gebracht und muss mitansehen, wie ihre Heimat zerstört wird. Sie klagt Alceste ihr Leid darüber. Alceste tröstet sie und schickt sie zu ihrer Mutter Antiope. Er verspricht, dass Ercole die Stadt freigeben werde, sobald er Antiopes Waffen erhalten habe (Arie Martesia: „Spera bell’idol’ mio“).
Tempelartiger Palast, in dem Diana auf ihrer Mondkugel erscheint
Szene 9. Antiope will ihre Waffen auf keinen Fall Ercole übergeben. Sie hängt Schwert und Gürtel an die Statue und zieht ihren Dolch, um sich selbst zu töten.
Szene 10. Martesia kommt gerade noch rechtzeitig herein, um sie davon abzuhalten. Sie versichert ihrer Mutter, dass Ercole sie keinesfalls verachte, sondern ihre Waffen nur deshalb fordere, um sie Euristeo zu bringen. Antiope will ihren Trost jedoch lieber im Hades finden (Arie Antiope: „Scenderò, volerò, griderò“).
Szene 11. Orizia, deren Schwert im Kampf zerbrochen ist, erblickt das an der Statue hängende Schwert Antiopes. Sie hofft, damit ihr Leben nicht ruhmlos verlieren zu müssen.
Szene 12. Ercole feiert bereits seinen Sieg (Arie Ercole: „Coronatemi le chiome“). Nur Orizia widersetzt sich ihm weiterhin. Ercole versichert ihr, dass er ihr weder die Freiheit noch das Reich nehmen wolle, sondern lediglich an Antiopes Waffen interessiert sei.
Szene 13. Antiope verkündet, dass sie ihre Waffen Diana geweiht habe. Er müsse sie also der Göttin rauben.
Szene 14. Da erscheinen Teseo und Ippolita. Von den Bitten der letzteren gerührt, verzichtet Ercole auf alle Eroberungen und auch auf die Waffen Antiopes. Orizia aber überreicht ihm diese nun aus freien Stücken. Sie fürchtet keine göttliche Rache, da sie erkannt hat, dass Ercole selbst göttlich ist. In diesem Moment erscheint die Göttin Diana auf ihrer Mondkugel (Duett Ercole/Antiope mit Chor: „Di Latona illustre Prole“) und fordert Antiope auf, Ercole ihre Waffen zu überlassen, damit Ippolita mit Teseo und Martesia mit Alceste ihr Glück finden können. Antiope beugt sich diesem Spruch. Abschließend vereint Ercole die Liebespaare Ippolita und Teseo sowie Martesia und Alceste und bittet die Götter für sie um Schutz. Alle stimmen in diesen Wunsch ein (Chor: „Cintia e Giove, Amore, e Fato“).

## Werkgeschichte
Antonio Vivaldi stellte dieses Pasticcio für die Karnevalspielzeit 1723 des Teatro Capranica in Rom zusammen. Es handelte sich um die zweite Oper der Spielzeit nach der Eröffnungsoper L’Oreste des jungen Komponisten Benedetto Micheli.:323
Als Libretto nutzte Vivaldi eine anonyme Bearbeitung eines Textes von Antonio Salvi, der erstmals im Frühjahr 1718 in einer Vertonung von Giuseppe Maria Orlandini unter dem Titel Le Amazoni vinte da Ercole in Reggio nell’Emilia aufgeführt worden war. Salvis Libretto wiederum ist eine Bearbeitung des bereits 1678 mit Musik von Antonio Sartorio am venezianischen Teatro San Salvatore gespielten Ercole sul Termodonte von Giacomo Francesco Bussani. Salvi eliminierte u. a. die Charaktere Deianira und Piritoo sowie eine komische Dienerfigur und strich einen Ausflug Ercoles und Teseos in die Unterwelt. Vivaldis Fassung unterscheidet sich im Wesentlichen durch viele ausgetauschte Arien, deren Texte meist sorgfältig an die ebenfalls bereits existierende Musik Vivaldis angepasst wurden. Möglicherweise war Antonio Maria Lucchini für diese Bearbeitung verantwortlich, denn der Text einer der Arien taucht ein Jahr später geringfügig verändert auch in dessen Libretto für Leonardo Vincis Farnace auf. Es ist nicht bekannt, ob Vivaldi Einfluss auf die Wahl dieses Librettos hatte.:327f

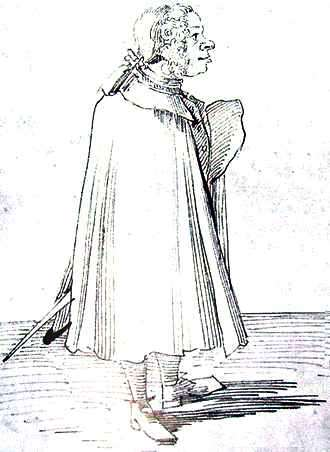
Pier Leone Ghezzi: Karikatur von Giacinto Fontana („Farfallino“) als Ippolita

Aufgrund eines Dekrets von Papst Sixtus V. aus dem Jahr 1588, das Frauen Bühnenauftritte im Kirchenstaat untersagte, wurden bei der Uraufführung im Januar 1723 alle Rollen mit Männern besetzt. Die Frauenpartien und die hohen Männerpartien von Teseo, Alceste und Telamone übernahmen Kastraten. Laut Angabe im Libretto sangen Giovanni Ossi (Antiope), Giacinto Fontana „Farfallino“ (Ippolita), Giovanni Dreyer (Orizia), Girolamo Bartoluzzi „il Regiano“ (Martesia), Giovanni Battista Pinacci (Ercole), Giovanni Battista Minelli (Teseo), Giovanni Carestini (Alceste) und Domenico Giuseppe Galletti (Telamone). Die Bühnenbilder stammten von Pompeo Altobrandino.:328
Die Produktion war erfolgreich und brachte es auf ungefähr dreißig Aufführungen, nach denen jeweils groß gefeiert wurde, beispielsweise am 7. Februar am Amtssitz des venezianischen Botschafters zusammen mit sechs Kardinälen und weiteren wichtigen Persönlichkeiten. Die Folge waren viele weitere Bestellungen von Vivaldis Musik.:63
Eine erste Rekonstruktion legten Alan Curtis und Alessandro Ciccolini 2006 beim Spoleto Festival vor. Die Rezitative und andere fehlende Stücke komponierte Ciccolini zu diesem Zweck neu. Ein Video-Mitschnitt der Aufführung wurde auf DVD veröffentlicht.
Eine weitere Rekonstruktion von Fabio Biondi wurde 2007 als Produktion der Fondazione La Fenice im Teatro Malibran gezeigt und anschließend auf CD veröffentlicht. Biondi nutzte dazu die in verschiedenen Bibliotheken überlieferten Arien, die oft in unterschiedlichen Versionen vorlagen. Teile des ursprünglichen Aufführungsmaterials mit vielen Arien fanden sich in der Bibliothek in Paris. Eine besondere Bedeutung hatte das in Münster überlieferte Manuskript Arie del Capranica 1723. Weitere Arien waren in Turin erhalten geblieben. Acht Arien verwendete Vivaldi mit neuem oder angepasstem Text in späteren Opern wieder. Für zwei der nicht erhaltenen Arien Orizias und Ercoles „Coronatemi le chiome“ (III:12) setzte Biondi Ersatzstücke aus anderen Vivaldi-Opern ein. Die Rezitative komponierte er im Stil Vivaldis neu. Die Chöre und Instrumentalstücke wurden auf Basis von Musik Vivaldis rekonstruiert.

## Gestaltung
Das Libretto behandelt auf recht fragwürdige Art die sozialen Rollen von Männern und Frauen. Die griechischen Männer siegen nicht nur durch ihre kämpferische Überlegenheit, sondern auch, weil sich zwei der Amazonen in sie verlieben (davor warnt Antiope ihre Tochter Martesia gleich zu Beginn der Oper). Frauen zeigen ihren Wert nach Meinung des Librettisten offenbar ausschließlich in der Liebe, während sich die Männer sowohl in der Liebe als auch im Krieg bewähren müssen. Die Dramaturgie der Handlung ist nach Meinung von Reinhard Strohm deutlich besser gelungen, da die verschiedenen Paar-Konstellationen und die symmetrische Anlage der Charaktere (vier Männer und vier Frauen) interessante Konfrontationen ermöglichen. Das Hauptpaar Ercole und Antiope ist nicht in die Liebe verstrickt, und es gibt ungewöhnlicherweise auch keinen Schurken. Abwechslung bieten die Jagdszene, die brennenden Schiffe und die exotischen Rituale der Amazonen. Am Ende erscheint die Göttin Diana als Deus ex machina und sichert den glücklichen Ausgang für die beiden Paare.:329
Den Großteil der Musik übernahm Vivaldi aus seinen früheren Opern, darunter die Sinfonia, dreiundzwanzig Arien und ein Duett. Sie wurde allerdings sorgfältig angepasst, und mindestens zwölf Nummern unterzog er einer Überarbeitung. Die aus Armida al campo d’Egitto stammende Sinfonia unterscheidet sich von den sonst zu dieser Zeit in Rom üblichen Ouvertüren: Sie ist ausschließlich für Streicher besetzt und enthält einen ausgedehnten langsamen Mittelteil. Die Arien passte Vivaldi für die vorgesehenen Sänger an, nachdem er vor Ort mit ihnen zusammengetroffen war.:330f Besondere Aufmerksamkeit musste er dabei Ossi, Fontana und Bartoluzzi widmen, mit deren Stimmen er noch nicht vertraut war. Den anderen gab er eine Mischung aus bewährten und neu komponierten Arien.:333

### Musiknummern
Die Oper enthält die folgenden Musiknummern:
- Sinfonia
  - Allegro (C-Dur); für Streicher und Basso continuo; vgl. Armida al campo d’Egitto RV 699.1
  - Andante (c-Moll); für Violine I/II, Viola und Bass (ohne Cembalo); vgl. Armida al campo d’Egitto RV 699.2
  - Allegro (C-Dur); für Streicher und Basso continuo; vgl. Armida al campo d’Egitto RV 699.3

Erster Akt
- Szene 1. Chor: „Oh figlia di Giove“ – nur Text erhalten
  - Arie (Antiope): „Dea di delo che nel cielo“ – Allegro (F-Dur); für Instrumente und Basso continuo; vgl. Tito Manlio RV 738 II:2
  - Arie (Sopran) oder Duett (Antiope und Martesia): „Sereno il cielo d’ogni stelo“ – Allegro (C-Dur); für Instrumente und Basso continuo; vgl. Arsilda, regina di Ponto RV 700 II:6
- Szene 2. Arie (Antiope): „Con aspetto lusinghiero“ – Allegro (c-Moll); für Streicher und Basso continuo; vgl. Armida al campo d’Egitto RV 699a I:13
- Szene 3. Arie (Martesia): „Certo piacer ch’ò in petto“ (Libretto: „Certo pensier ch’ho in petto“) – Allegro (A-Dur); für Instrumente und Basso continuo; vgl. La Candace RV 704 I:10
- Szene 4. Arie (Ercole): „Vedrà l’empia vedrà che qual soglio“ – Allegro (B-Dur); für Instrumente und Basso continuo; vgl. Tito Manlio RV 738 II:10
  - Arie (Alceste): „Quella beltà sol degn’è d’amor“ – … (a-Moll); für Basso continuo
- Szene 5. Arie (Ippolita): „Un certo non sò che“ – … (c-Moll); für Basso continuo; vgl. Argippo RV 697 II:3; Arsilda, regina di Ponto RV 700 II:1
- Szene 6. Arie (Teseo): „Occhio [che] il sol rimira“ – Largo (F-Dur); für Instrumente und Basso continuo; vgl. Farnace RV 711a I:14
- Szene 8. Arie (Orizia): „A un cor generoso“ – nur Text erhalten
- Szene 10. Arie (Ippolita): „Non sarìa pena la mia“ – Allegro (D-Dur); für Instrumente und Basso continuo; vgl. La verità in cimento RV 739 II:8
- [Szene 11.] Arie (Martesia): „Ma un sguardo un vezzo un riso“ (Libretto: „Un sguardo …“) – … (F-Dur); für Basso continuo; vgl. La costanza trionfante degl’amori e degl’odii RV 706a III:5[8]
- Szene 12. Arie (Alceste): „Sento con qual diletto“ – Allegro (D-Dur); für Violine I/II, Viola und Basso continuo; vgl. Armida al campo d’Egitto RV 699a I:8
- Szene 13. Arie (Telamone): „Lascia di sospirar“ – Allegro (G-Dur); für Instrumente und Basso continuo; vgl. Armida al campo d’Egitto RV 699a II:2; Farnace RV 711dg II:1

Zweiter Akt
- Szene 1. Arie (Ippolita): „Onde chiare che susurrate“ – … (G-Dur); für zwei Violinen auf der Bühne, Streicher und Basso continuo (obligates Cembalo)
  - Arie (Antiope): „Bel piacer che la vendetta“ – … (g-Moll); für ? und Basso continuo; vgl. Armida al campo d’Egitto RV 699a III:6; Scanderbeg RV 732 I:7
  - Arie (Ippolita): „Da due venti un mar turbato“ – Allegro (D-Dur); für Streicher und Basso continuo; vgl. Orlando finto pazzo RV 727 I:3
- Szene 2. Chor: „Viva Orizia, viva, viva“ – nur Text erhalten
  - Arie (Orizia): „Torno al Campo, e se il Cielo mi arride“ – nur Text erhalten
- Szene 3. Arie (Antiope): „Pur ch’appaghi un giusto sdegno“ – Allegro molto (F-Dur); für Instrumente und Basso continuo; vgl. Juditha triumphans RV 644.31; Arsilda, regina di Ponto RV 700 I:14
- Szene 4. Arie (Ippolita): „Si bel volto che v’adoro“ (Libretto: „… ti adoro“) – … (F-Dur) – vgl. La Candace RV 704 I:5
  - Arie (Teseo): „Se ingrata sera“ – Allegro (C-Dur); für Instrumente und Basso continuo; vgl. La Gloria e Himeneo RV 687.18; Sidonio RV Anh. 127a.36
- Szene 7. Arie (Orizia): „Se libertà mi rendi“ – nur Text erhalten
  - Arie (Telamone): „Tender lacci egli pretese“ – Allegro (F-Dur); für Instrumente und Basso continuo; vgl. Armida al campo d’Egitto RV 699a III:8
- Szene 8. Arie (Ercole): „No non dirai cosi“ – Andante (G-Dur); für Streicher und Basso continuo; vgl. Orlando finto pazzo RV 727 I:6
- Szene 9. Arie (Alceste): „Io sembro apunto“ – Allegro (B-Dur); für Instrumente und Basso continuo; vgl. Ottone in villa RV 729a II:11; Teuzzone RV 736 III:9
- Szene 10. Arie (Martesia): „Ei nel volto ha un non sò che“ – Allegro (A-Dur); für Basso continuo; vgl. La verità in cimento RV 739, I:10b[8]
- Szene 11. Chor: „Casta sorella“ – nicht vertont
- Szene 13. Arie (Teseo): „Scorre il fiume mormorando“ – … (D-Dur); für Streicher und Basso continuo; vgl. La Silvia RV 734 II:13

Dritter Akt
- Szene 2. Arie (Telamone): „Se provasti la mia fede“ – nur Text erhalten
- Szene 3. Arie (Ercole): „Non fia della vittoria“ – … (C-Dur); für Streicher und Basso continuo
  - Arie (Teseo): „Qual dispersa tortorella“ – Allegro (F-Dur); für Instrumente und Basso continuo; vgl. La costanza trionfante degl’amori e degl’odii RV 706a I:5
- Szene 4. Arie (Alceste): „Sol perche t’amo“ – nur Text erhalten
  - Arie (Martesia): „Se ben sente arder le piume“ – … (B-Dur); für Streicher und Basso continuo
- Szene 6. Arie (Orizia): „Caderò, mà sopra il vinto“ – nur Text erhalten
- Szene 7. Arie (Ippolita): „Amato ben tu sei la mia speranza“ – … (c-Moll); für Violine I/II, Viola und Basso continuo; vgl. La Candace RV 704 II:13; La verità in cimento RV 739 I:12
  - Arie (Teseo): „Ti sento si ti sento“ – Allegro (E-Dur); für Streicher und Basso continuo; vgl. La costanza trionfante degl’amori e degl’odii RV 706a I:14; Artabano, re de’ Parti RV 706b II:19; Teuzzone RV 736 I:14
- Szene 8. Arie (Martesia): „Spera bell’idol’ mio“ – … (G-Dur); für Instrumente und Basso continuo
- Szene 10. Arie (Antiope): „Scenderò, volerò, griderò“ – nur Text erhalten; Textparodie von „Anderò, volerò“ aus Orlando finto pazzo RV 727 III:12[1]:332
- Szene 12. Arie (Ercole): „Coronatemi le chiome“ – nur Text erhalten
- Szene 14. Duett mit Chor (Ercole und Antiope, Chor): „Di Latona illustre Prole“ – nur Text erhalten
  - Chor: „Cintia e Giove, Amore, e Fato“ – nur Text erhalten

Ergänzung im Libretto
- II:7. Arie (Telamone): „Alle rive del nero Acheronte“ – während der Spielzeit gegen die ursprüngliche Arie an dieser Stelle ausgetauscht

## Aufnahmen
- 6. Juli 2006 – Alan Curtis (Dirigent), John Pascoe (Inszenierung), Il complesso barocco.
 Mary-Ellen Nesi (Antiope und Diana), Marina Bartoli (Ippolita), Laura Cherici (Martesia), Zachary Stains (Ercole), Randall Scotting (Teseo), Luca Dordolo (Alceste), Filippo Mineccia (Telamone).
 Video; live vom Spoleto Festival; Rekonstruktion von Alessandro Ciccolini und Alan Curtis; stark gekürzt.
 Dynamic (DVD).[9][10]
- 2008–2010 – Fabio Biondi (Dirigent), Europa Galante, Coro da Camera „Santa Cecilia“ di Borgo San Lorenzo.
 Vivica Genaux (Antiope), Joyce DiDonato (Ippolita), Patrizia Ciofi (Orizia), Diana Damrau (Martesia), Rolando Villazón (Ercole), Romina Basso (Teseo), Philippe Jaroussky (Alceste), Topi Lehtipuu (Telamone).
 Rekonstruktion und kritische Ausgabe von Fabio Biondi; Studioaufnahme aus dem Saloncino des Teatro della Pergola in Florenz.
 Virgin Classics 50999 6945450 9 (2 CDs).[11]